# アンドレイ・ウラジミロヴィチ (ヴォルィーニ公)
アンドレイ・ウラジミロヴィチ（ウクライナ語: Андрій Володимирович、1102年8月11日 - 1141年1月22日）は、キエフ大公ウラジーミル・モノマフの年少の子である。ヴォルィーニ公（在位：1119年 - 1135年）、ペレヤスラヴリ公（在位：1135年 - 1141年）。通称ドブルィー（善良の意）。

## 生涯
1119年、兄弟であり前任の公のヴォルィーニ公ロマンが死ぬと、父によってヴォルィーニ公の座に置かれた。しかしこれはアンドレイを、かつてのヴォルィーニ公ヤロスラフとの戦闘に巻き込むことになった。ヤロスラフはアンドレイの父のモノマフによって、ヴォルィーニ公国の領有を妨げられた、モノマフ以前のキエフ大公スヴャトポルクの子であった。ただしヤロスラフはポーランド・ハンガリー・ボヘミアから援軍を呼び寄せて戦争を開始したものの、ウラジーミル・ヴォリンスキーを包囲中の1123年に死亡した。
1128年、兄のキエフ大公ムスチスラフ1世の指示によって、他の公たちと共にポロツク公国への遠征軍に帯同し、ポロツクの公たちを追放した。1135年、アンドレイはペレヤスラヴリ公の座に就き、モノマフ一門に敵対していたキエフ大公フセヴォロドの侵略から、ペレヤスラヴリ公国を守り抜いた。また、フセヴォロドはキエフ大公位に就いたのちに、その兄弟のスヴャトスラフにクルスクを与え、さらにペレヤスラヴリを与えることをも約束していた。このためスヴャトスラフがクルスクよりペレヤスラヴリへ進軍したが、アンドレイはスヴャトスラフ軍を破った。
アンドレイは1141年にペレヤスラヴリで死去し、聖ミハイル教会に葬られた。

## 妻子
妻はポロヴェツ族のハン、トゥゴルカンの孫娘（1117年結婚）。子には以下の人物がいる。
- ウラジーミル
- ヤロポルク

## 外部サイト
- Андрей Владимирович Добрый // Хронос